# Albert Platel
Albert Platel, né le 17 juillet 1933 à Sainte-Catherine et mort le 17 octobre 2013 à Lille, est un coureur cycliste français.

## Biographie
Né le 17 juillet 1933 à Sainte-Catherine, Albert Platel est le fils d'Albert Platel père, marbrier et président de l’Arras Vélo-club.
Devenu professionnel en 1952, il « se révèle » l'année suivante en remportant une étape de Paris-Nice et occupe pendant deux jours la première place du classement général. En 1957, il dispute le Tour d'Espagne, son seul grand tour, et gagne à nouveau une étape de Paris-Nice.
Il doit arrêter sa carrière pour succéder à son père et diriger la marbrerie familiale.

## Palmarès

### Par année
- 1952
  - 2e du Grand Prix d'Isbergues
  - 2e de Paris-Arras
  - 2e du Grand Prix de l'Équipe et du CV 19e
  - 3e du Circuit des Ardennes
- 1953
  - Circuit des Ardennes
  - 2e étape de Paris-Nice
  - Tour du Nord :
    - Classement général
    - 1re étape

  - 2e des Boucles de la Seine
- 1956
  - 3e des Trois Jours d'Hénin-Liétard
- 1957
  - 6e étape de Paris-Nice
  - 2e étape du Circuit des Ardennes
- 1958
  - Circuit des Deux Provinces
  - 2e étape du Tour du Nord
  - Grand Prix des Flandres françaises
  - 3e du Grand Prix d'Orchies
- 1960
  - 3e du Grand Prix de Saint-Omer
- 1961
  - 2e étape des Trois Jours d'Hénin-Liétard
  - 3e du Circuit des mines
  - 3e des Trois Jours d'Hénin-Liétard
- 1962
  - 2e des Trois Jours d'Hénin-Liétard

### Résultats sur les grands tours

#### Tour d'Espagne
1 participation
- 1957 : 52e